# Sacha Batthyany
Sacha Batthyany (* 1973 in Zürich) ist ein Schweizer Journalist und Autor.

## Herkunft
Batthyany ist einer von drei Söhnen von Balint Batthyány (* 1942) und dessen Ehefrau Xandra Végh-Batthyány (* 1947). Seine Grosseltern väterlicherseits waren Franz Friedrich Graf Batthyány (1915–1998) und Maria Emerika, geb. Gräfin Esterházy de Galantha (1922–?). Franz Friedrich war eines der Kinder des 7. Fürsten Batthyány-Strattmann, Ladislaus IV., der in weiten Teilen des Burgenlandes und Ungarns als Armenarzt verehrt wird und 2003 von Papst Johannes Paul II. seliggesprochen wurde. Über seinen Grossvater Franz Friedrich ist Sacha Batthyany auch mit dessen Bruder Iván II. Graf Batthyány (1910–1985) und seiner Ehefrau Margit von Batthyány verwandt. Diese erlangten Bekanntheit durch das Massaker von Rechnitz, bei dem im März 1945 etwa 180 arbeitsunfähige jüdische Zwangsarbeiter von mehreren Gästen eines von ihnen veranstalteten Festes erschossen wurden.
Die Familien Batthyány und Esterházy zählten zum ungarischen Uradel und zu den bedeutendsten Adelshäusern der Habsburgermonarchie. Ihre Mitglieder besetzten als Grafen und Fürsten teils höchste Hof- und Staatsämter und besaßen als Grundherren und Großgrundbesitzer zahlreiche Herrschaften und Ländereien in Westungarn, dessen politische, kulturelle und wirtschaftliche Entwicklung sie jahrhundertelang massgeblich prägten. Sämtliche heute noch lebenden Mitglieder der Familie Batthyány entstammen dem sogenannten Pinkafelder Zweig von Emmerich I. Batthyány (1707–1774) aus der jüngeren Linie von Paul I. Batthyány und dessen Nachkommen.
Der Schweizer Dokumentarfilmer und Regisseur Béla Batthyany (1971) ist einer der beiden Brüder von Sacha Batthyany.

## Leben
Sacha Batthyany studierte Soziologie in Zürich und Madrid und begann danach seine Tätigkeit als Journalist. Bis 2008 war er Redaktor bei der Neuen Zürcher Zeitung, anschliessend beim Magazin des Tages-Anzeigers. Ab 2015 war er Korrespondent für den Tages-Anzeiger und die Süddeutsche Zeitung in Washington, D.C., von wo er über Politik und Gesellschaft berichtete. In seinem 2016 erschienenen Buch Und was hat das mit mir zu tun? versuchte er die Rolle seines Grossonkels Iván und seiner Grosstante Margit beim Massaker von Rechnitz zu untersuchen und thematisierte den Umgang seiner Familie mit diesem heiklen Thema. Für das Buch – das seinen internationalen Bekanntheitsgrad erhöhte – wurde er für den Schweizer Buchpreis nominiert, mit der Literaturförderung des Kantons Zürich ausgezeichnet und erhielt Stipendien der UBS-Kulturstiftung und der Goethe-Stiftung Zürich. Seit Anfang 2018 lebt und arbeitet Batthyany wieder in Zürich, wo er in der Hintergrund-Redaktion der NZZ am Sonntag tätig ist und an der Schweizer Journalistenschule MAZ kreatives Schreiben unterrichtet.
Batthyany ist Vater zweier Söhne und einer Tochter.

## Werke
- Und was hat das mit mir zu tun? Kiepenheuer & Witsch, Köln 2016, ISBN 978-3-462-04831-5.